# Сесото
Сесо́то (южный сото, устар. суто) — язык семьи банту, распространенный в Южной Африке; один из официальных языков ЮАР (3 104 197 носителей по переписи 1996 года) и Лесото (1 770 000 носителей, 2001, оценка).

## Классификация
Сесото относится к группе сото-тсвана семьи банту (S30 по Гасри), наряду с тсвана и северным сото, а также языком лози (серотсе), распространённым в основном в Замбии. Все эти идиомы взаимопонимаемы, но традиционно считаются разными языками и имеют собственные письменные традиции. Взаимопонимания с другими языками банту, даже самыми близкими (например, зулу), нет.

## Лингвистическая характеристика

### Фонология
В отличие от языков группы нгуни (особенно зулу и коса), в сесото не так много щёлкающих звуков, заимствованных из койсанских языков. С другой стороны, вокализм сесото сравнительно богат на общем фоне языков банту.
Кроме того, в сесото три щёлкающих звука: это глухой ([!]), назализованный ([ŋ!]) и придыхательный ([!ʰ]) постальвеолярный щёлкающий.
Звуки, указанные в скобках, встречаются либо очень редко (например, в заимствованиях и звукоподражаниях, как [kʰ]), либо как вариант другой фонемы: так, вместо [x] может употребляться [kxʰ], а [tɬʰ] встречается либо как вариант [tɬ], либо как назализованное соответствие [ɬ] (см. морфонология сесото).
|               |               | Губные | Альвеолярные | Альвеолярные | Палатальные | Велярные | Увулярные | Глоттальные |
| Центр.        | Латер.        | Губные |              |              | Палатальные | Велярные | Увулярные | Глоттальные |
| ------------- | ------------- | ------ | ------------ | ------------ | ----------- | -------- | --------- | ----------- |
| Носовые       | Носовые       | m      | n            |              | ɲ           | ŋ        |           |             |
| Взрывные      | Звонкие       | b      | d            |              |             | (g)      |           |             |
| Взрывные      | Глухие        | p      | t            |              |             | k        |           |             |
| Взрывные      | Придых.       | pʰ     | tʰ           |              |             | (kʰ)     |           |             |
| Аффрикаты     | Глухие        |        | ts           | tɬ           | tʃ          |          |           |             |
| Аффрикаты     | Придых.       |        | tsʰ          | tɬʰ          | tʃʰ         |          |           |             |
| Спиранты      | Звонкие       |        |              |              | ʒ           |          | ʁ         | ɦ           |
| Спиранты      | Глухие        | f      | s            | ɬ            | ʃ           | x        |           | h           |
| Аппроксиманты | Аппроксиманты | w      |              | l            | j           |          |           |             |

Гласные языка сесото представлены на таблице.
|                | Передние | Средние | Задние |
| -------------- | -------- | ------- | ------ |
| Верхние        | i        | ɨ ʉ     | u      |
| Средне-верхние | e        |         | o      |
| Средне-нижние  | ɛ        |         | ɔ      |
| Нижние         |          | a       |        |

Как и другие языки банту, сесото — тоновый язык; различаются высокий и низкий тон.
В дополнение к гласным, слогообразующими могут быть носовые сонанты и [l]; слоговые носовые могут нести собственный тон.

## Письменность

### Алфавит и орфография
Сесото использует латинский алфавит (местное название: сисуто или сисото), распространены диграфы и диакритические знаки. Орфография, принятая в ЮАР, несколько отличается от той, которой пользуются в Лесото: так, в ЮАР обозначается переход [l] → [d] перед [i], [u] (ср. в Лесото lintwa, в ЮАР dintwa 'войны'). В целом правописание ЮАР лучше отражает фонетику, а его принципы ближе к орфографиям других языков этой страны, таких как зулу. Отличия двух орфографий учитываются в следующей таблице.:
| Буква(ы) | IPA              | Комментарии |
| -------- | ---------------- | --- |
| a        | [ɑ]              | |
| b        | [b]              | |
| bh       | [b]              | |
| ch       | [tʃ]             | Только в Лесото (в ЮАР — tj)                                                                                        |
| d        | [d]              | Встречается только перед [i], [u] как аллофон [l]: в орфографии это отражается лишь в ЮАР, в Лесото здесь пишется l |
| dl       | [ɮ]              | |
| e        | [e], [ɛ], [ɨ]    | В Лесото e перед гласным обозначает также [j]; в ЮАР используется буква y                                           |
| f        | [f]              | |
| g        | [g]              | Встречается очень редко; однако ср. gauta 'золото', откуда название провинции Гаутенг                               |
| h        | [h], [ɦ]         | |
| hl       | [ɬ]              | |
| i        | [i]              | |
| j        | [ʒ]              | |
| k        | [k]              | |
| kg       | [x], [kxʰ]       | |
| kh       | [x], [kʰ], [kxʰ] | В ЮАР обозначает [kʰ], в Лесото [kxʰ]; [x] в обеих странах                                                          |
| k’h      | [kʰ]             | Только в Лесото |
| l        | [l]              | |
| ll       | [/l̩/]            | Слоговой [l] |
| m        | [m]              | |
| 'm, mm   | [m̩]              | Слоговой [m]; 'm используется в начале слова, в том числе как заглавная буква                                       |
| n        | [n]              | |
| 'n, nn   | [n̩]              | Аналогично 'm |
| nq       | [ŋ!]             | |
| ny       | [ɲ]              | |
| nny      | [ɲ̩]              | Слоговой [ɲ], в том числе в начале слова                                                                            |
| ng       | [ŋ]              | |
| nng      | [ŋ̩]              | Аналогично nny |
| o        | [ɔ], [o], [ʉ]    | В Лесото o перед гласным обозначает также [w]; в ЮАР в этом случае употребляется w                                  |
| p        | [p]              | |
| ph       | [pʰ]             | |
| q        | [ǃ]              | |
| qh       | [ǃʰ]             | |
| s        | [s]              | |
| sh       | [ʃ]              | |
| tj       | [tʃ]             | Только в ЮАР; в Лесото — ch                                                                                         |
| tjh      | [tʃʰ]            | |
| ts       | [ts]             | |
| tsh      | [tsʰ]            | |
| u        | [u]              | |
| w        | [w]              | Только в ЮАР; в Лесото — o                                                                                          |
| y        | [j]              | Только в ЮАР; в Лесото — e                                                                                          |

Ещё одна особенность орфографии сесото по сравнению с правописанием, скажем, зулу, заключается в том, что многие префиксы и другие подобные элементы пишутся раздельно: ср. сесото ha ba a sebeditse и зулу abasebenzanga '(они) не работали'.

## Википедия на языке сесото
Существует раздел Википедии на языке сесото («Википедия на языке сесото»), первая правка в нём была сделана в 2003 году. По состоянию на 4:44 (UTC) 21 марта 2025 года раздел содержит 1383 статьи (общее число страниц — 5148); в нём зарегистрировано 11 579 участников, один из них имеет статус администратора; 25 участников совершили какие-либо действия за последние 30 дней; общее число правок за время существования раздела составляет 32 842.

### Орнаментальное письмо
До принятия латинской письменности и его введения в общее образование в деревнях использовалось орнаментальное письмо. Каждая деревенская семья вела подробную летопись событий в виде цветных рисунков-узоров на стенах дома. Каждая деталь орнамента несла определённый смысл, означая тип события, его время и другие подробности.
После введения латиницы как более лёгкого для изучения письма орнаментальное письмо было забыто и в настоящее время дома хотя и разрисовываются, но рисунки представляют собой скопированный орнамент давностью в несколько десятков лет.

### Морфонология
Важнейший морфонологический процесс в языке сесото — т. н. преназализация — связан с действием носового согласного. Он наблюдается после некоторых префиксов, в частности после некоторых префиксов именных классов. Сам носовой согласный появляется только в односложных словах и уподобляется последующему согласному по месту образования.
Соответствия представлены на таблице (в орфографической записи).
| Исходный звук   | Преназализация    |
| --------------- | ----------------- |
| l               | t                 |
| sh              | tjh               |
| s               | tš (= t + sh)     |
| f               | ph                |
| b               | p                 |
| r               | th                |
| h               | kh                |
| j               | tj                |
| hl              | tlh               |
| гласный, сонант | k + исходный звук |
| носовой         | слоговой носовой  |

В дальнейшем преназализация будет обозначаться символом [N].

## Морфология
Морфология сесото вполне типична для языков банту — распространена агглютинация, используются префиксы и суффиксы, степень фузии небольшая.

### Имя
В сесото 21 именной класс, принадлежность существительных к которым отмечают префиксы; отсутствуют общебантуские классы 11 и 13. Показатели именных классов представлены на таблице: после некоторых из них происходит преназализация. Префикс класса 9 обычно нулевой (вызывает преназализацию), но в случае односложных слов выглядит как m, n, ny или ng в зависимости от места образования последующего согласного. Префикс класса 2а нулевой без преназализации.

+Именные классы в языке сесото

| Класс     | Префикс | Пример     | Перевод  | Примечание |
| --------- | ------- | ---------- | -------- | --- |
| 1.        | mo-     | motho      | человек  | |
| 2.        | ba-     | batho      | люди     | |
| 1a.       | -       | ntate      | отец     | |
| 2a.       | bo-     | bontate    | отцы     | |
| 3.        | mo-     | motse      | деревня  | |
| 4.        | me-     | metse      | деревни  | |
| 5.        | le-     | leleme     | язык     | |
| 6.        | ma-     | maleme     | языки    | |
| 6.        | li[N]-  | liteme     | лесть    | Используется обычно при переносном значении                                                                       |
| 7.        | se-     | sephiri    | тайна    | |
| 8.        | li-     | liphiri    | тайны    | |
| 9.        | [N]-    | ntho       | вещь     | |
| 9.        | [N]-    | thapelo    | молитва  | |
| 10.       | li[N]-  | lintho     | вещи     | |
| 10.       | li[N]-  | lithapelo  | молитвы  | |
| 14.       | bo-     | bohobe     | хлеб     | К этому классу относятся абстрактные существительные, поэтому обычно у имен этого класса нет множественного числа |
| 14.       | bo-     | bobe       | уродство | К этому классу относятся абстрактные существительные, поэтому обычно у имен этого класса нет множественного числа |
| 14. (мн.) | ma-     | mahobe     | хлеба    | К этому классу относятся абстрактные существительные, поэтому обычно у имен этого класса нет множественного числа |
| 15.       | ho      | ho tsamaea | идти     | К этому классу относятся инфинитивы                                                                               |
| 16.       | -       | fatshe     | вниз     | Это единственное слово в этом классе                                                                              |
| 17.       | ho-     | holimo     | вверх    | |
| 18.       | mo-     | moraho     | сзади    | |

Словоформы, относящиеся к классам с нечетными номерами до 9-го, — это формы единственного числа, соотносимые с формами следующего четного класса (так, класс 8 — множественное число для класса 7 и так далее). Последние три класса — так называемые локативные.